# Кампо, Иван
Ива́н Ка́мпо Ра́мос (исп. Iván Campo Ramos; 21 февраля 1974, Сан-Себастьян, Гипускоа) — испанский футболист, защитник. Выступал за сборную Испании.

## Карьера
Иван Кампо — воспитанник клуба «Логроньес». С 1992 года он выступал за вторую команду клуба, однако в основу так и не был приглашён. В 1994 году Кампо перешёл в «Алавес», выступавший во втором испанском дивизионе. За Алавес Кампо провёл 2 сезона, сыграв в 45 матчах и забив 2 гола. В 1995 году Кампо перешёл в «Валенсию», которая быстро отдала его в аренду в клуб «Реал Вальядолид». В составе «Вальядолида», 17 декабря 1995 года, Кампо дебютировал в Примере - в этой игре его клуб проиграл «Сарагосе» со счётом 3:5. Всего за Вальядолид Кампо сыграл 24 матча и забил 2 гола, чем помог клубу избежать вылета в Сегунду. По окончании сезона Кампо вернулся в «Валенсию», но добиться места в основе не мог, сыграв за клуб лишь в 7 играх.
Летом 1997 года Кампо перешёл в «Мальорку», лично приглашённый главный тренером команды, Эктором Купером. 
В Мальорке Кампо составил дуэт центральных защитников команды, вместе с Марселино и помог клубу занять 5-е место в первенстве, в котором Кампо провёл 33 матча и забил 1 гол. В том же сезоне он получил вызов в сборную Испании, в составе которой дебютировал 25 марта 1998 года в матче с Швеции, выигранном испанцами 4:0. В том же году он поехал со сборной на чемпионат мира. На мировом первенстве он провёл 1 матч, в котором испанцы проиграли Нигерии.
После чемпионата мира, в качестве свободного агента, Кампо перешёл в «Реал Мадрид». Там он провёл 4 сезона, работая с самыми разными тренерами. Наиболее часто Кампо играл во времена руководства «Реалом» Джона Тошака, который создал трио обороны команды, составленной из Маноло Санчиса, Айтора Каранки и Ивана Кампо, в частности, 24 мая 2000 года эти три игрока выступали в финале Лиги чемпионов, выигранной «Реалом» у бывшего клуба Кампо, «Валенсии». Несмотря на то, что Кампо достаточно часто играл в составе «Реала», он не пользовался любовью фанатов команды, считавших, что он иногда вытесняет из состава капитана клуба, Фернандо Йерро. Всего за Реал Кампо провёл 92 матча (из которых 69 в чемпионате Испании) и забил 1 гол.
В августе 2002 года Кампо, на правах аренды, перешёл в английский клуб «Болтон Уондерерс». Там он стал игроком основного состава, сыграв 31 матч и забив 2 гола. Летом 2003 года, Кампо решил окончательно перейти в Болтон, подписав с клубом 3-летний контракт. В «Болтоне» Кампо играл на позиции опорного полузащитника, начиная атаки своей команды и действуя от своей штрафной до штрафной соперника. 19 августа 2006 года Кампо забил гол с 40 метров, поразив ворота голкипера «Тоттенхэма», Пола Робинсона. На следующий год Кампо хотел покинуть Англию, чтобы вернуться в Испанию или завершить карьеру в Катаре, однако остался в клубе ещё на 1 сезон. В мае 2008 года Кампо не был предложен новый контракт. За несколько недель до этого, Иван написал болельщикам «Болтона» прощальное письмо, в котором объяснил, что покидает клуб из-за невозможности показывать былой уровень игры.
11 августа 2008 года Кампо подписал контракт с клубом второго английского дивизиона, «Ипсвич Таун», подписав 2-летний договор. 30 сентября он забил свой первый гол за «Ипсвич», поразив ворота «Барнсли». По окончании сезона, сыграв только в трети матчей, Кампо был отпущен из команды. 22 декабря 2009 года, после полугода нахождения без клуба, Кампо подписал контракт с кипрским АЕКом, выступающим во втором кипрском дивизионе.

## Достижения
«Реал Мадрид»
- Чемпион Испании: 2000/01
- Обладатель Суперкубка Испании: 2001
- Обладатель Межконтинентального кубка: 1998
- Победитель Лиги чемпионов УЕФА (2): 1999/2000, 2001/02